# زبان گزی
زبان یا گویش گزی (انگلیسی: Gazi language) از زبان‌های ایرانی غربی است و در خطر نابودی قرار دارد و اتنولوگ شمار گویشوران آن را ۳۵ هزار نفر تخمین زده است.
زبان گَزی زبانی است که مردم شهر تاریخی گز بُرخوار (شهرستان شاهین‌شهر و میمه) در استان اصفهان ایران بدان سخن می‌رانند. این زبان عضو زبان‌های مرکزی ایران و از شاخهٔ زبان‌های ایرانی شمال غربی است. زبان گزی در کنار گویش یهودیان اصفهان، سدهی و چند گویش ناپژوهیدهٔ دیگر گروه زبان‌های فلات مرکزی ایران را تشکیل می‌دهند.

## تاریخچه
شهر تاریخی گزبُرخوار به تناسب پیشینه چندین هزار ساله و تاریخی خود سهم ارزشمندی در نگه‌داری و گسترش فرهنگ ایرانی از جمله زبان داشته است، این زبان ممکن است با برخی از زبان های موجود ایرانی مانند فارسی کنونی و لهجه و گویش های آن مانند دری و... تفاوت هایی داشته باشد ولی به دلیل نگه‌داشته شدن از تحریفات و دگرگونی‌هایی که طی شرایط خاصی برای زبان های دیگر پیش آمده توانسته است، از دیدگاه دستور زبان، ساختارهای لفظی و واژه ای و معنایی همانندی خود را با زبان های باستانی هندی وایرانی از جمله : فارسی باستان، زبان سنسکریت (هندی) نگه‌دارد و نیز با زبان ها و گویش های تالشی ،کُردی به ویژه گورانی ، بلوچی ، کرمانی، گویش بهبهانی و شوشی در خوزستان و زبان زرتشتیان یزد و یهودیان اصفهان و همدان هم‌خوانی و همانندی داشته باشد.
زبان گزی که به ریشه و نژادگی (اصل) خود و لهجه های همانند پیوستگی دارد باید بیشتر مورد بررسی و پژوهش قرار گیرد.
بهره گیری از این زبان (زبان گزی) و کلا زبان ها و لهجه های موجود در مناطق مرکزی ایران در زمینه های پژوهشی و راه یابی به اصل واژه های باستانی و مفاهیم و معانی آن پژوهنده را به درستی ره می برد.
زبان و لهجه هایی که در نواحی دور و بر همدان ،سمنان ، گزبرخوار ،نطنز، کاشان ،نایین ،خوانسار، میمه، گرکویه(جرقویه) ،کوهپایه ،خمینی شهر ،کمشچه و خورزوک(خورزوق کنونی) با دوگانگی‌های (تفاوت های) اندکی مورد استفاده‌ی روزانه اهالی این مکان‌ها است یکی از نژاده‌ترین گویش های ایرانی است این زبان یا گویش یکی از شاخه های زبان پارسی پهلوی(فارسی میانه) است .
همخوان‌ها در گزی p, b, t, d, c, j, k, g, q, f, v, s, z, š, ž, x, g, h, m, n, r, l, y بوده و برابر با همخوان‌های زبان فارسی می‌باشند؛ جز آوای γ در یکی از لهجه‌های این گویش. واکه‌های این گویش هم عبارتند از i, e, a, u, o, ā, ü, ö (?), ey, āy, ow ~ öy.

## سیر دگرگونی واجی از نیاایرانی به شاخهٔ شمال غربی
- ts> s برای نمونه kas به معنای کوچک برابر با که فارسی؛ *dz> z برای نمونه در zomā به معنای داماد؛ *tsw> sp برای نمونه در ösbö به معنای سفید؛ *dzw> zb در ozun ~ uzun به معنای زبان؛ *d w> b در ber به معنای در؛